# Pilea tripartita
Pilea tripartita är en nässelväxtart som beskrevs av A.K. Monro. Pilea tripartita ingår i släktet pileor, och familjen nässelväxter. Inga underarter finns listade i Catalogue of Life.